# Folkekøkken
Folkekøkkener opstod i slutningen af 1700-tallet som spisesteder med nærende og billig mad til den fattige del af befolkningen, enten gratis eller meget billigt.
Andre betegnelser for folkekøkkener er suppekøkkener og fx Frelsens Hærs dampkøkken.
Det første danske folkekøkken åbnede på privat basis i 1859 i Odense, og tanken blev videreført af kirkelige organisationer, der oprettede folkekøkkener i de større byer. Det første kommunale folkekøkken i Danmark så dagens lys i København i 1917. Folkekøkkenerne havde deres største betydning og udbredelse i krigstider og i arbejdsløshedstider som 1930’erne. Efter 2. verdenskrig blev mange folkekøkkener nedlagt; men i slutningen af 1900-tallet steg de igen i antal især i København, hvor det i dag er muligt at spise på folkekøkken hele ugen.
Brugergrupperne er forskellige, for foruden varmestuegruppen er der nu grupper af miljøbevidste borgere, der samles i folkekøkkener som et socialt samlingspunkt og i stigende grad med vegetarmad.
Ideen til folkekøkkener kom i slutningen af det 18. århundrede fra Benjamin Thompson, greve af Rumford, der gav anvisning på tilberedning af billige næringsmidler (eksempelvis Rumfordsuppe) og konstruerede et særligt sparekomfur. Under nøden i begyndelsen af det 19. århundrede (navnlig 1813-17) oprettedes i Tyskland talrige folkekøkkener mest som velgørenhedsanstalter. Det første egentlige folkekøkken blev oprettet i 1845 i Norge i Trondhjem, Trondhjems Spiseindretning. I 1849 blev der oprettet et folkekøkken i Leipzig. Det andet folkekøkken i Skandinavien var Kria Dampkøkken, der oprettedes 1857, væsentlig efter Leipzig-køkkenets mønster; det efterfulgtes i 1859 af Dampkøkkenet i Odense, og noget senere oprettedes et lignende i København.